# Виджай Маля
Виджай Маля (на конкани: ವಿಜಯ್ ಮಲ್ಯ) е индийски бизнесмен и мултимилионер, депутат в горната камара на индийския парламент. Собственик на тима от Формула 1 – Форс Индия.
Син на индустриалеца Витал Маля, той е председател на Обединената пивоварна група и собственик на авиопревозвача „Kingfisher Airlines“.
През 2009 г., Маля притежава авоари на стойност 800 милиона евро.
Маля има значително медийно влияние, което се фокусира върху пищните си хотели, автомобили, Формула 1 тима Форс Индия, отбора по крикет от IPL лигата – „Роял Чалънджърс Бангалор“ и неговата изключително луксозна яхта – „Индийска императрица“.

## Биография
Маля е родом от град Бантвал (близо до Мангалоре), Карнатака, Индия. Завършва образованието си в колежа „La Martiniere Boys' College“, намиращ се в Калкута и завършва степен в друг колеж в калкута – „St. Xavier's College“, част от Университет на Калкута. По-късно той започва нови бизнес начинания в Дубай, Обединени арабски емирства.
Маля се жени два пъти. Първата му жена е Самиира, като от брака си с нея има син, наречен Сидхарта Виджай Маля. По-късно, той се жени за Рекха, с която имат две дъщери Леана Маля и Таня Маля, както и един син.

## Бизнес
Маля поема поста председател на „Обединената пивоварна група“ през 1984 година. Оттогава групата се превръща в мулти-национален конгломерат от над шейсет фирми, с годишен оборот, който се е увеличил с 639% до 11.2 милиарда щатски долора (1998 – 1999). Основните области на дейност на групата включва алкохолни напитки, инженеринг, селско стопанство, химическа промишленост, информационни технологии, авиация и отдих. Маля притежава „McDowell Crest“.
През май 2007 г. „Обединената пивоварна група“ обявява придобиването на известния производител на уиски Whyte and Mackay за крупната сума от 595 милиона паунда. През 2005 г. той поема управлението на пивоварната компания „Millennium Breweries Ltd“ (известен преди като „Inertia Industries Ltd“), която притежава две марки бира, наречени „Sandpiper“ и „Zingaro“ (в превод – циганин).
През 2005 г., Виджай Маля, създава авиокомпанията „Kingfisher Airlines“. Към 2009 година, авиокомпанията свързва 32 града. Kingfisher Airlines, придобива около 26% от акциите на Air Deccan, нискотарифна индийска авиокомпания, която по-късно закупува напълно и приобщавайки я към своята авиокомпания.
Виджай Маля и колегата му Нореш Гоял – собственик на авиокомпанията „Jet Airways“, обявяват обединението на своите компании, след маратонско заседание, проведено на 13 октомври 2008 г. в Мумбай, Индия.

## Инициативи свързани със спорта

### Формула 1
През 2007 г., Маля и семейство Мол от Холандия купуват екипа от Формула 1 – Спайкър Ф1, за сумата от 88 млн. евро. Екипът променя името на Форс Индия за сезон 2008. Болида на екипа носи означението Спайкър VJM-01, но буквите в означението са на новите собственици Виджай Маля, Ян Мол и Михаел Мол.

### Футбол
„Обединената пивоварна група“ на Маля спонсорира два футболни клуба в Калкута – „East Bengal“ и „Mohun Bagan“.
През 2008 г. той е свързван със закупуването на британския футболен тим – Куинс Парк Рейнджърс, като част от консорциум, създаден заедно с Бърни Екълстоун, Флавио Бриаторе и Лакшми Митал.

### Крикет
Виджай Маля притежава отбора по крикет от Индийската крикет лига (IPL) – „Роял Чалънджърс Бангалор“ (Royal Challengers Bangalore)

### Конни надбягвания
Маля е собственик и на компанията „United Racing and Bloodstock Breeders“, чийто основен интерес са конните надбягвания. URBB управлява конезавода „Kunigal“, даден под наем от правителството на щата Карнатака.

## Политическа кариера
Маля влиза в политиката през 2000 г. и заменя Субраминян Суами като президент на Народната партия (Партия Джаната), една отцепилата се от партията Джаната Дал фракция.
Неговата партия издига кандидати за почти всички 224 места, в изборите за парламент, по време на изборите в Карнатака. Той енергично води кампанията на своята партия чрез медиите, но въпреки активността неговата партия не успя да направи никакво въздействие на електората, и не успява да спечели нито едно място.
След неуспеха на партията в изборите, той до голяма степен е пренебрегван при политическите си действия от медиите в Карнатака.